# Suore di San Giuseppe di Lione
Le Suore di San Giuseppe di Lione (in francese Sœurs de Saint Joseph de Lyon) sono un istituto religioso femminile di diritto pontificio: i membri di questa congregazione pospongono al loro nome la sigla C.S.J.

## Storia
È una delle più antiche congregazioni derivate direttamente dalle Suore di San Giuseppe fondate nel 1650 a Le Puy da Jean-Pierre Médaille (1610-1669): sorse nel 1807 a Saint-Étienne a opera di padre Claude Cholleton e madre Jeanne Fontbonne (1759-1843); la compagnia era detta delle Suore Nere e delle Suore della Buona Morte, sia per il colore del loro abito che per il fatto che le sorelle prestavano soccorso ai moribondi.
Su suggerimento del cardinale Joseph Fesch, l'associazione si trasformò in congregazione religiosa e il 14 luglio 1808 la loro casa madre venne trasferita a Lione: l'istituto ricevette il pontificio decreto di lode il 5 maggio 1829 e venne approvata dalla Santa Sede il 27 giugno 1899; le sue costituzioni vennero approvate temporaneamente il 10 gennaio 1910 e definitivamente il 24 giugno 1829.
Dalla congregazione di Lione hanno avuto origine numerose altre famiglie di suore di San Giuseppe: tra le principali quella di Chambéry, diffusa anche in Italia, e di Carondelet, presenti negli Stati Uniti d'America.

## Attività e diffusione
Si dedicano all'istruzione della gioventù, all'assistenza agli infermi e agli anziani e a varie forme di servizio pastorale.
Sono presenti in Belgio, Burkina Faso, Costa d'Avorio, Egitto, Francia, Grecia, Honduras, India, Irlanda, Libano, Messico, Regno Unito, Stati Uniti d'America e Svizzera: la sede generalizia è a Lione.
Al 31 dicembre 2005 l'istituto contava 910 religiose in 148 case.